# Георги Стефанов (революционер)
Георги Стефанов Мазнев е български революционер, одрински деец на Вътрешната македоно-одринска революционна организация.

## Биография
Роден е в в малкотърновското село Стоилово, тогава в Османската империя. Присъединява се към ВМОРО и е един от първите революционни дейци в селото. Член е на Стоиловската смъртна дружина. Влиза в четата на Дико Джелебов, с която участва в Илинденско-Преображенското въстание през лятото на 1903 година. Войводата Дико Джелебов го определя за знаменосец. Участва във всички сражения на четата и след края на въстанието, когато четата се изтегля на българска територия в Алан Кайряк, предава знамето на войводата Петър Горов.
На 22 април 1943 година, като жител на Стоилово, подава молба за българска народна пенсия, която е одобрена и пенсията е отпусната от Министерския съвет на Царство България.
В 1958 година Георги Стефанов участва в церемонията по откриването на паметника на Петрова нива. Името му се споменава в народната песен „Цялата смъртна дружина“.